# Trolls and Tribulations
Trolls and Tribulations è un videogioco a piattaforme pubblicato nel 1984 per gli home computer Apple II, Atari 8-bit e Commodore 64 dall'editrice Creative Software di Sunnyvale. Il protagonista è un troll che affronta mostri e raccoglie tesori dentro sotterranei con pareti di mattoni. Il titolo è un gioco di parole sul modo di dire trials and tribulations, che si usa in inglese per indicare una serie di difficoltà.

## Modalità di gioco
Il troll del giocatore ha l'aspetto di un omino con berretto e si avventura all'interno di sotterranei a scorrimento orizzontale, simili a fognature, formati da un intrico di piattaforme e pareti verticali, con l'acqua sul fondo. Il troll cammina a destra e sinistra, salta, e spara in orizzontale con un'arma che ha otto proiettili, ricaricabile tornando al punto di partenza.
I nemici di base sono i cretin ("cretini"), mostri bipedi che arrivano dall'alto e camminano sulle piattaforme fino a cadere dai bordi, sempre più in basso, fino a sparire in acqua. Quando si spara a un cretin, esso si trasforma in un uovo, che deve essere toccato per farlo precipitare in acqua prima che il mostro ne rinasca fuori. Avanzando nel gioco compaiono anche i buzzard ("avvoltoi") che volano in orizzontale, i teschi deambulanti, e i ragni immobili; tutti questi nemici sono immuni ai proiettili e devono essere evitati o saltati. Compaiono inoltre i cretin rossi, che sono più veloci, ma si uccidono direttamente senza che diventino uova. Il giocatore ha sei vite e ne perde una se viene raggiunto da un nemico oppure se cade in acqua.
Ci sono sette livelli, ognuno composto da una serie di sotterranei chiamati maze ("labirinti"), per un totale di circa 200 stanze di estensione. Si può scegliere di iniziare la partita da uno dei primi tre livelli. In molti labirinti il primo obiettivo è eliminare otto cretin, necessario per poter attraversare le porte di accesso alla seconda zona del labirinto. Qui si trovano i tesori da raccogliere per il punteggio e la porta finale da raggiungere per completare il labirinto. Sono spesso presenti anche altre porte che richiedono la raccolta di chiavi per essere attraversate, e trampolini che consentono di fare salti molto in alto.
La colonna sonora è costituita da vari brani di musica classica.